# Calle Las Mercedes
Las Mercedes  es una calle de Santo Domingo ubicada en la Ciudad Colonial;  fue una de las primeras calles de América; y fue por mucho tiempo el centro financiero de  Santo Domingo (en su interrupción con al calle Isabel La Catolice) con las antiguas centrales de bancos como : Banreservas, Popular y otros extranjeros como Scotiabank.
- Datos: Q5740585